# Rajsko (powiat oświęcimski)
Rajsko – wieś w Polsce położona w województwie małopolskim, w powiecie oświęcimskim, w gminie Oświęcim.

## Części wsi
| SIMC    | Nazwa     | Rodzaj    |
| ------- | --------- | --------- |
| 0064052 | Cegielnia | część wsi |
| 0064069 | Majer     | część wsi |
| 0064075 | Obrocznia | część wsi |

Do 1954 roku do Rajska należał także przysiółek Budy, od 1954 roku w granicach Brzeszcz.

## Historia

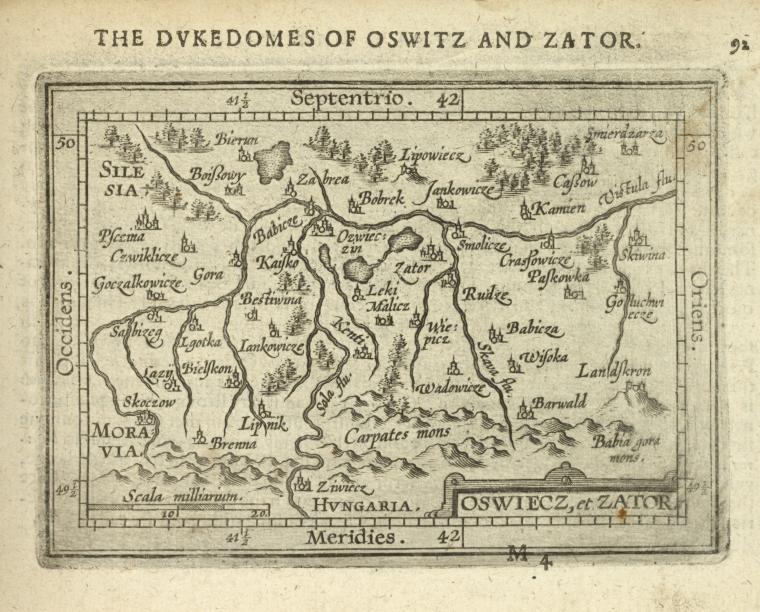
Rajsko jako Kajsko na mapie Księstwa Oświęcimskiego i Zatorskiego – mapa Abrahama Orteliusa z 1603.

Miejscowość po raz pierwszy wzmiankowana została w 1272 roku jako Raysko w dokumencie księcia Władysława opolskiego, w którym nadał on wieś Hermanowi Surnagelowi aby ten osadził ją na prawie niemieckim.
Wieś politycznie znajdowała się początkowo w granicach piastowskiego (polskiego) księstwa opolsko-raciborskiego. W 1290 roku w wyniku trwającego od śmierci księcia Władysława opolskiego w 1281/1282 rozdrobnienia feudalnego tegoż księstwa powstało nowe księstwo cieszyńskie-oświęcimskie, z którego w 1315 roku wyodrębniło się księstwo oświęcimskie. Od 1327 roku księstwo oświęcimskie stanowiło lenno Królestwa Czech, a w 1457 roku zostało wykupione przez króla polskiego Kazimierza Jagiellończyka. W towarzyszącym temu dokumencie sprzedaży księstwa Koronie Polskiej wystawionym przez Jana IV oświęcimskiego 21 lutego 1457 roku miejscowość wymieniona została jako Raysko.
Nazwę miejscowości w zlatynizowanej staropolskiej formie Raysko wymienia w latach 1470–1480 Jan Długosz w księdze Liber beneficiorum dioecesis Cracoviensis a jako właściciela podaje Michała Skidzińskiego.

### Rzeczpospolita Obojga Narodów
W 1564 roku wraz z całym księstwem oświęcimskim i zatorskim miejscowość leżała w granicach Korony Królestwa Polskiego, znajdowała się w województwie krakowskim w powiecie śląskim. Po unii lubelskiej w 1569 roku księstwo Oświęcimia i Zatora stało się częścią Rzeczypospolitej Obojga Narodów w granicach, której pozostawało do I rozbioru Polski w 1772 roku. W XVII w. w dworze w Rajsku ujęto zbójnika Wojciecha Klimczoka.

### Zabór austriacki
Po rozbiorach Polski miejscowość znalazła się w zaborze austriackim i leżała w granicach Austrii, wchodząc w skład Królestwa Galicji i Lodomerii. W 1784 roku właścicielem Rajska oraz Klucznikowic był szlachcic Dembiński z rodu Dembińskich herbu Rawicz. Pod koniec zaboru, na przełomie XIX i XX w., Rajsko należało do Wincentego Zwillinga.

### II wojna światowa
4 września 1939 roku odbył się bój pod Rajskiem. Oddziały majora Piotra Ryby walczyły z niemieckim wojskiem. W czasie niemieckiej okupacji wieś została wcielona do III Rzeszy oraz całkowicie wysiedlona ze względu na rozbudowę niemieckiego obozu koncentracyjnego Auschwitz-Birkenau.
W styczniu 1945 r. przez miejscowość przeszły tzw. marsze śmierci z obozów Auschwitz-Birkenau w Oświęcimiu na stację kolejową w Wodzisławiu Śląskim.

### Okres powojenny
W latach 1975–1998 miejscowość należała administracyjnie do województwa bielskiego.

## Zabytki
Obiekt wpisany do rejestru zabytków nieruchomych województwa małopolskiego.
- Pałac, park.

## Osoby związane z miejscowością
- Jan Kanty Rzesiński, polski prawnik, filozof, literat, polityk.
- Witold Silewicz (1921–2007), polsko-austriacki kompozytor i kontrabasista, którego działalność muzyczna odbyła się w Wiedniu[13]. Silewicz był wnukiem Wincentego Zwillinga, jednego z ostatnich właścicieli Rajska[14][15].